# دوغلاس كولمان
دوغلاس كولمان (بالإنجليزية: Douglas Coleman)‏ وُلد في 6 تشرين الأول/أكتوبر 1931 وتوفي في 16 نيسان/أبريل 2014، هو عالم وأستاذ في مختبر جاكسون الواقع في بار هاربور، مين. تركز عمله على الجينات المشفرة وعلاقتها بهرمون اللبتين، وفي وقت لاحق (تحديدا عام 1994) اكتشف جيفري فريدمان، رودولف ليبل وفريق الأبحاث التابع لهما في جامعة روكفلر، اكتشفوا أن العمل الذي قام به دوغلاس كان له دور كبير في فهم آليات تنظيم وزن الجسم ومُسببات السمنة عند الإنسان.
ولد كولمان في ستراتفورد، أونتاريو، ثُم حصل على درجة البكالوريوس من جامعة ماكماستر في عام 1954 والدكتوراه في الكيمياء الحيوية من جامعة ويسكونسن-ماديسون في عام 1958. انتُخب عضوا في الأكاديمية الوطنية الأمريكية للعلوم في عام 1998، ثم فاز بجائزة شو عام 2009، كما نال جائزة ألبرت لاسكر للأبحاث الطبية الأساسية عام 2010، وبعدها نال جائزة الملك فيصل العالمية للطب عام 2013 بالاشتراك مع جيفري م. فريدمان وذلك بسبب اكتشافها وتوسعهما في الأبحاث التي تخص هُرمون الليبتين.